# Caesalpinia crista
Espèce
Classification phylogénétique
Caesalpinia crista est une espèce de la famille des Caesalpiniaceae selon la classification classique, ou des Fabaceae (sous-famille des Caesalpinioideae) selon la classification phylogénétique.
C'est une espèce d'Asie et d'Océanie.

## Synonyme
- Caesalpinia nuga (L.) W.T.Aiton
- Guilandina nuga L.

## Remarque
Caesalpinia crista L. ne doit pas être confondu avec Caesalpinia crista sensu Urb, non L. et Caesalpinia crista auct. Amer., non L. qui sont en réalité Caesalpinia bonduc (L.) Roxb.